# Musée national d'art contemporain de Roumanie
Le Musée national d'art contemporain (en roumain : Muzeul Național de Artă Contemporană, ou MNAC) est un musée d'art contemporain roumain. Il est situé dans une aile du Palais du parlement à Bucarest, l'un des plus grands bâtiments officiels du monde.